# Drew Gordon
Andrew Edward „Drew” Gordon (ur. 12 lipca 1990 w San Jose, zm. 30 maja 2024 w Portland) – amerykański koszykarz występujący na pozycjach silnego skrzydłowego oraz środkowego.
W 2007 wziął udział w turnieju Nike Global Challenge. Rok później wystąpił w spotkaniach wschodzących gwiazd – Jordan Classic i Nike Hoop Summit.
Przez lata występował w letniej lidze NBA. Reprezentował kolejno: Dallas Mavericks (2012), Sacramento Kings (2013), Utah Jazz (2013), Philadelphia 76ers (2014). W 2014 został zatrudniony przez 76ers, rozgrywając w ich barwach 9 spotkań sezonu regularnego.
3 września 2019 zawarł kontrakt ze Stelmetem BC Zielona Góra.
29 czerwca 2020 został zawodnikiem rosyjskiego Awtodor Saratów. 25 stycznia 2021 podpisał umowę z Lokomotiwem Kubań.
30 maja 2024 zginął w wypadku drogowym w Portland w stanie Oregon.

## Osiągnięcia
Na podstawie, o ile nie zaznaczono inaczej.
NCAA
- Uczestnik rozgrywek II rundy turnieju NCAA (2009, 2012)
- Mistrz:
  - turnieju konferencji Mountain West (MWC – 2012)
  - sezonu regularnego MWC (2012)
- MVP turnieju MWC (2012)
- Najlepszy nowo przybyły zawodnik sezonu konferencji MWC (2011)
- Zaliczony do:
  - I składu:
    - MWC (2012)
    - turnieju MWC (2012)

  - II składu MWC (2011)
- Lider konferencji MWC w:
  - średniej zbiórek (11,1 – 2012)
  - skuteczności rzutów z gry (54,2% – 2012)
  - liczbie:
    - celnych (186) i oddanych (345) rzutów za 2 punkty (2012)
    - zbiórek (388 – 2012)

Drużynowe
- Mistrz Polski (2020)
- Wicemistrz NBA G-League (2019)
- Brąz ligi:
  - ligi rosyjskiej/VTB (2018)
  - włoskiej (2014)
  - litewskiej (2017)
- Zdobywca pucharu:
  - Włoch (2014)
  - Serbii (2012)

Indywidualne
- Zaliczony do III składu EBL (2020 przez dziennikarzy)[9]
- Uczestnik meczu gwiazd ligi:
  - francuskiej LNB Pro A (2016)
  - rosyjskiej (2018)
- Lider Eurocup w zbiórkach (2017)